# Saint-Fraigne

Saint-Fraigne este o comună în departamentul Charente, Franța. În 1 ianuarie 2022 avea o populație de 429 de locuitori.